# Elektrownia jądrowa Golfech

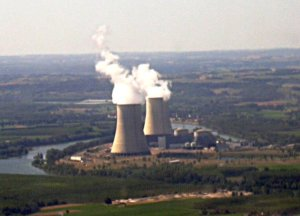
Elektrownia jądrowa Golfech, rok 2003

Elektrownia jądrowa Golfech (fr. Centrale nucléaire de Golfech) – francuska elektrownia jądrowa położona koło miasta Golfech, nad rzeką Garonna, w regionie Midi-Pyrénées, 90 kilometrów od Tuluzy. 
Elektrownia posiada dwa bloki energetyczne. Zatrudnia około 700 pracowników. Woda do chłodzenia pobierana jest z Garonny.
Elektrownia dla tego regionu była planowana już od połowy lat 60. XX wieku. Wtedy też EdF nabył potrzebne grunty pod zakład. Początkowo planowano budowę dwóch bloków o mocy elektrycznej 800 MW z reaktorami UNGG. Jednak w 1969 francuski urząd atomistyki zarzucił plany dotyczące reaktorów tego typu.
W 1973, po ukończeniu budowy pobliskiej hydroelektrowni (o mocy 63 MW), EdF poinformował o planach budowy elektrowni z czterema reaktorami PWR, która miałaby być ukończona w 1985. Plany te potwierdzono w 1978. 17 czerwca 1979 przeciw budowie protestowało około 5000 osób. Ostatecznie budowę rozpoczęto w 1982 roku, pierwszy blok rozpoczął pracę komercyjną w 1991 roku.

## Reaktory
| Nazwa bloku | Typ reaktora      | Producent / Dostawca | Właściciel            | Operator              | Rozpoczęcie budowy  | Stan krytyczny   | Włącz. do sieci | Praca komercyjna | Moc elektr. netto (MW) | Moc elektr. brutto (MW) | Moc termiczna (MW) |
| ----------- | ----------------- | -------------------- | --------------------- | --------------------- | ------------------- | ---------------- | --------------- | ---------------- | ---------------------- | ----------------------- | ------------------ |
| Golfech-1   | PWR (P4 REP 1300) | Framatome            | Électricité de France | Électricité de France | 17 listopada 1982   | 24 kwietnia 1990 | 7 czerwca 1990  | 1 lutego 1991    | 1310                   | 1363                    | 3817               |
| Golfech-2   | PWR (P4 REP 1300) | Framatome            | Électricité de France | Électricité de France | 1 października 1984 | 21 maja 1993     | 18 czerwca 1993 | 4 marca 1994     | 1310                   | 1363                    | 3817               |